# Groß Henstedt
Groß Henstedt ist ein Ortsteil der Stadt Bassum im niedersächsischen Landkreis Diepholz. In dem Dorf leben etwa 110 Einwohner.

## Geografie

### Lage

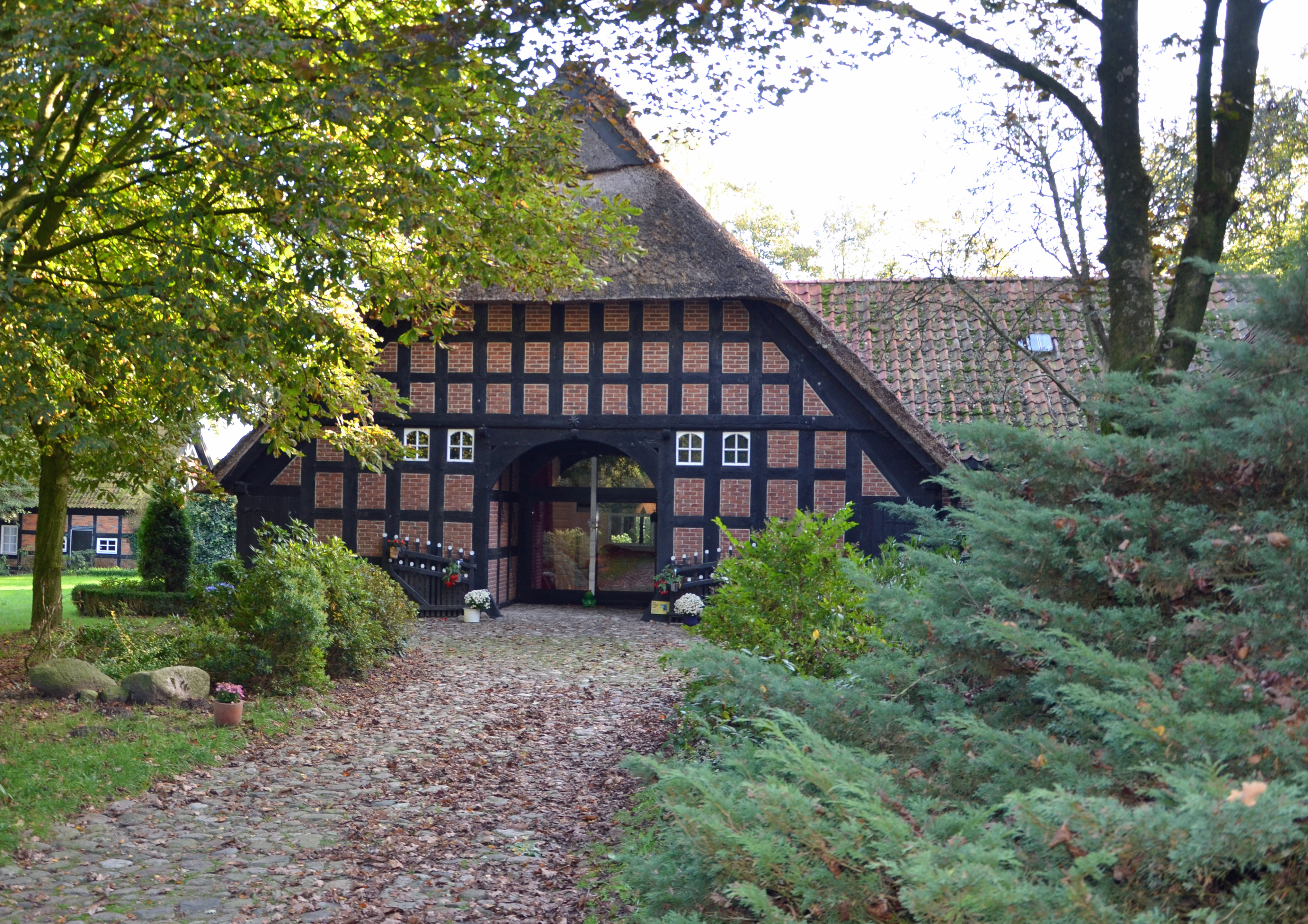
Denkmalgeschütztes Wohnhaus in Groß Henstedt

Groß Henstedt liegt im nordöstlichen Bereich der Stadt Bassum, 3 km nordöstlich vom Kernort Bassum entfernt. Die Ortschaft Groß Henstedt besteht nur aus Groß Henstedt.

### Nachbarorte
Nachbarorte sind – von Norden aus im Uhrzeigersinn – Dimhausen, Klenkenborstel, Hassel, Wichenhausen, Ringmar und Beckeln.

## Geschichte
Seit der Gebietsreform, die am 1. März 1974 in Kraft trat, ist die vorher selbstständige Gemeinde Groß Henstedt eine von 16 Ortschaften der Stadt Bassum.

## Einwohnerentwicklung
| Jahr      | 1925 | 1933 | 1939 | 1975 | 1980 | 1985 | 1990 | 1995 | 1997 | 1998 | 1999 | 2015 | 2020 |
| --------- | ---- | ---- | ---- | ---- | ---- | ---- | ---- | ---- | ---- | ---- | ---- | ---- | ---- |
| Einwohner | 172  | 165  | 163  | 118  | 123  | 113  | 106  | 112  | 112  | 116  | 122  | 118  | 112  |

## Politik
| Ortschaft Groß Henstedt (seit 1974) | Ortschaft Groß Henstedt (seit 1974) | Ortschaft Groß Henstedt (seit 1974) | Ortschaft Groß Henstedt (seit 1974) |
| Amtszeit                            | Amtszeit                            | Name                                | Partei                              |
| ----------------------------------- | ----------------------------------- | ----------------------------------- | ----------------------------------- |
| 19. September 1974                  | 7. Februar 1978                     | August Stöver                       |                                     |
| 8. Februar 1978                     | 31. Oktober 2016                    | Claus-Carsten Bruns                 | CDU                                 |
| 1. November 2016                    | heute                               | Malte Dannemann                     | CDU                                 |

## Straßen
Groß Henstedt liegt fernab des großen Verkehrs:
- Die Bundesautobahn 1 verläuft 13 km entfernt nordwestlich.
- Die von Bassum (Kernort) über Twistringen, Barnstorf und Diepholz nach Osnabrück führende Bundesstraße 51 verläuft östlich, zwei Kilometer entfernt.
- Die von Bassum (Kernort) über Sulingen und Uchte nach Minden führende Bundesstraße 61 verläuft südlich, vier Kilometer entfernt.
- Die Bundesstraße 6 von Bremen über Nienburg nach Hannover verläuft östlich in zehn Kilometern Entfernung.

In Groß Henstedt gibt es keine Straßenbezeichnungen, sondern nur Hausnummern, nach denen sich Einwohner, Postboten, Lieferanten und Besucher orientieren müssen.
Der Bürgerbus Bassum bedient Groß Henstedt im ÖPNV.

## Baudenkmale
In der Liste der Baudenkmale in Bassum sind für Groß Henstedt drei Baudenkmale aufgeführt.